# لوکس

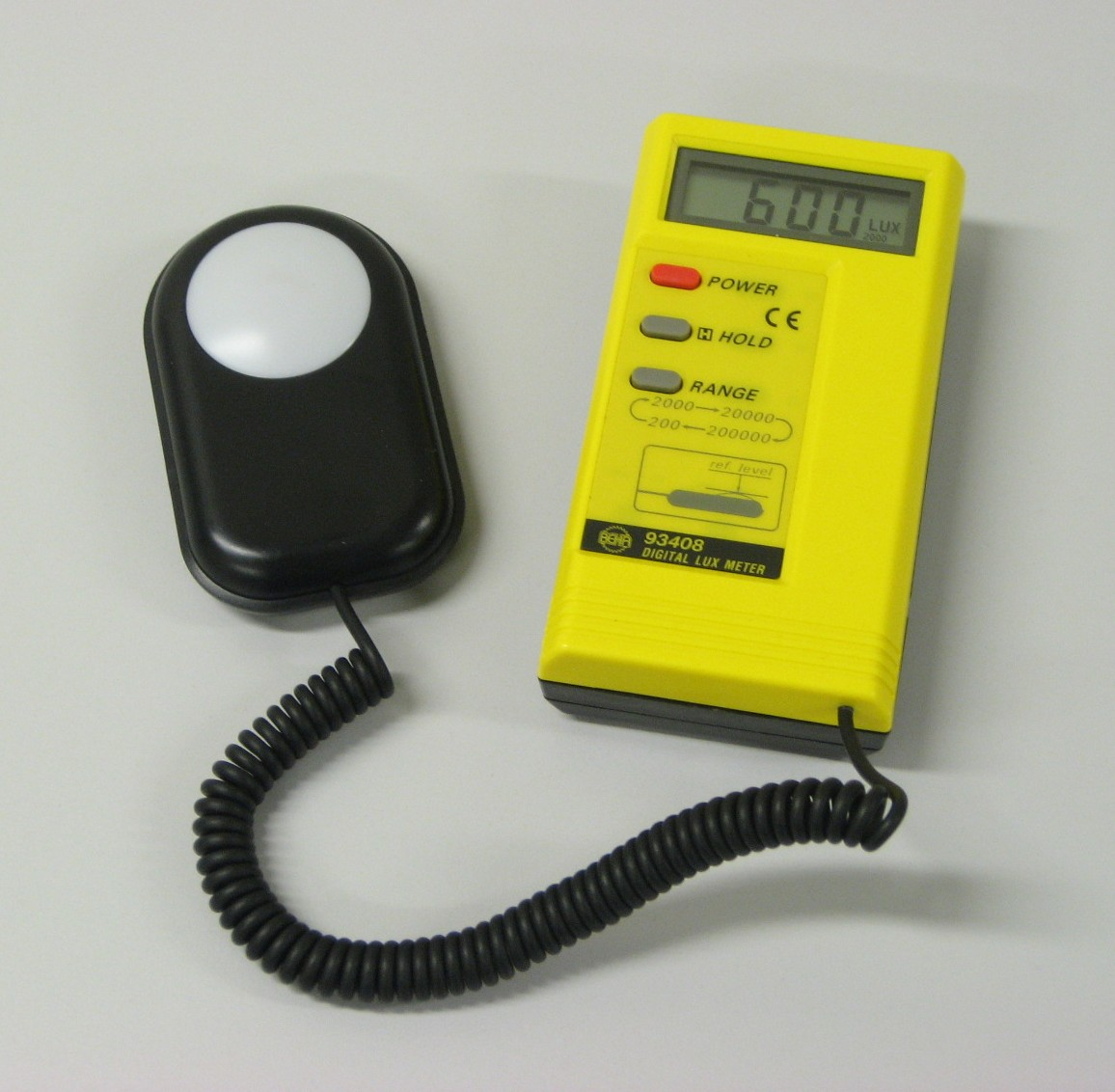
لوکس‌متر

لوکس (به لاتین: lux) (نماد: lx) یکای روشنایی یا شار نوری بر واحد سطح، در دستگاه بین‌المللی یکاها است. هر لوکس معادل یک لومن بر متر مربع است. 
در  نورسنجی، لوکس، معیاری برای شدت نوری که چشم انسان می‌گیرد است. این یکا در پرتوسنجی، معادل وات بر متر مربع است. در لوکس، هر طول موج یک ضریب وزنی دارد که از تابع درخشندگی به‌دست می‌آید. تابع درخشندگی یا منحنی حساسیت چشم یا تابع بازده نوری، تابعی‌ست که میانگین حساسیت چشم انسان‌ها به نور را در طول موجهای مختلف مشخص می‌کند.
در انگلیسی، جمع و مفرد لوکس، یکی‌ست.

## تعریف
لوکس از لومن، و لومن از کاندلا به‌دست می‌آید.
لوکس، برابر لومن بر متر مربع است، که ۴π برابر تابش جسمی با شدت نور یک کاندلا است.
۱ lx = ۱ lm/m۲ = ۱ cd·sr·m–۲.
| انرژی نورانی                                | Qv | لومن ثانیه         | lm⋅s     | T⋅J          | در انگلیسی گاهی به یکاها تالبوت می‌گویند                  |
| شار نوری                                    | Φv | لومن (= cd⋅sr)     | lm       | J            | توان نوری هم می‌گویند                                     |
| شدت نور                                     | Iv | کاندلا (= lm/sr)   | cd       | J            | یکی از یکاهای اصلی اس‌آی، شار نوری در هر زاویهٔ فضایی واحد |
| درخشندگی                                    | Lv | کاندلا بر متر مربع | cd/m2    | L−2⋅J        | به این یکا «نیت» هم می‌گویند                              |
| شدت روشنایی                                 | Ev | لوکس (= lm/m2)     | lx       | L−2⋅J        | برای نور تابیده‌شده بر یک سطح استفاده می‌شود               |
| گسیل نوری                                   | Mv | لوکس (= lm/m2)     | lx       | L−2⋅J        | برای نور تابیده‌شده از یک سطح استفاده می‌شود               |
| نوردهی                                      | Hv | لوکس ثانیه         | lx⋅s     | L−2⋅T⋅J      |                                                          |
| چگالی انرژی نورانی                          | ωv | لومن ثانیه بر متر۳ | lm⋅s⋅m−3 | L−3⋅T⋅J      |                                                          |
| اثرگذاری نوری                               | η  | لومن بر وات        | lm/W     | M−1⋅L−2⋅T3⋅J | نسبت شار نوری به شار تابشی                               |
| بازده نوری                                  | V  |                    |          | 1            | ضریب نوری نیز گفته می‌شود                                 |
| جستارهای وابسته: اس‌آی · نورسنجی · رادیومتری |    |                    |          |              |                                                          |

1. ↑  موسسه استاندارد توصیه می‌کند کمیت‌های نورسنجی با یک "v" (مخفف "visual" یعنی دیداری) مشخص شوند تا از اشتباه‌شدن با کمیت‌های رادیومتری یا فوتون جلوگیری شود.
2. 1 2 3  گاهی نمادهای جایگزین هم بکار می‌رود: W برای انرژی نورانی، P یا F برای شار نوری، و ρ یا K اثرگذاری نوری.
3. ↑  "J" نماد توصیه‌شده برای روشنایی در دستگاه بین‌المللی یکاها است.

## رابطه شدت روشنایی و چگالی تابش
مانند همه یکاهای نورسنجی، لوکس هم یکای معادلی در پرتوسنجی دارد. تفاوت یکا در نورسنجی و معادل آن در پرتوسنجی این است که یکای پرتوسنجی بر اساس توان است و همه طول موج‌ها وزن یکسان دارند. در حالی که در نورسنجی، به سیستم بینایی انسان هم توجه می‌شود که به بعضی طول موج‌ها حساسیت بیشتری دارد. برای همین، به هر طول موج، وزنی معین داده می‌شود. منحنی درخشندگی، وزن هر طول موج را نشان می‌دهد.
هر لوکس یک لومن بر متر مربع است، و یکای معادل آن در پرتوسنجی، وات بر متر مربع است. تبدیل لوکس به وات بر متر مربع، تابعی ندارد؛ هر طول موج یک ضریب معین دارد که تنها با دانستن طیف نور می‌توان دو واحد را به هم تبدیل کرد. ضریب روشنایی طول موج سبز از طول موج‌های دیگر بیشتر است، زیرا حساسیت چشم انسان به سبز از رنگ‌های دیگر بیشتر است.

## لوکس‌متر
برای اندازه‌گیری شدت روشنایی از لوکس‌متر استفاده می‌شود.